# Crucea Martirilor Unirii din Arad
Crucea Martirilor Unirii 1918-1919 este un monument amplasat în parcul Eminescu din municipiul Arad. A fost ridicat la 17 mai 1936 în memoria celor uciși în timpul atacului Ungariei comuniste în vestul României.

## Represaliile din 1918
În anul 1918 izbucnește revoluția bolșevică în Ungaria la putere ajungând Bela Kun. Cu toate că Marile Puteri au recunoscut legitimitatea revenirii Transilvaniei la Regatul României, guvernul comunist a declanșat o ofensivă pentru reocuparea teritoriului, ținutul arădean fiind ținta invadatorilor în perioada decembrie 1918-aprilie 1919, atacurile soldându-se cu 90 de morți din rândul preoților, învățătorilor și țăranilor români.
Pentru a le cinsti memoria, filiala Arad a Ligii Antirevizioniste a hotărât ridicarea unui monument. Viitorul protopop al Aradului, Florea Codreanu, a venit cu ideea culegerii numelor celor căzuți pentru a-i înscrie pe monument. Data de 17 mai a fost aleasă ca moment al sfințirii. Acea dată avea o însemnătate importantă în istoria Aradului. În acea zi, în urmă cu 17 ani, intra în orașul de pe Mureș detașamentul Șase Vânători al Armatei Române punând capăt stăpânirii austro-ungare.

## Dezvelirea monumentului
Data de 17 mai 1936 era o zi de duminică. Evenimentul a fost anunțat în presa vremii astfel că 30.000 de români au venit la Arad din întreaga Transilvanie pentru a fi martori ai dezvelirii. Slujba religioasă a fost ținută de P.S. dr. Andrei Magieru, episcopul Aradului împreună cu un sobor de 36 de preoți. La final, întreg cortegiul s-a deplasat de la Catedrală până în piața Podgoria ce găzduia în acel timp Gară electrică. A urmat sfințirea monumentului și apoi discursuri ale personalităților prezente. Pot fi menționați Stelian Popescu (președinte al Ligii Antirevizioniste),profesor universitar Ioan Lupaș, profesor universitar Onisifor Ghibu, Ștefan Meteș, George Moroianu, Marius Peculea, doctor Alexandru Doroș, Vasile Goldiș, Ioan Suciu ș.a. Manifestarea dedicată dezvelirii crucii s-a încheiat cu preluarea monumentului de către primarul de atunci, doctor Romulus Coțoiu.

## Descriere
Crucea a fost concepută după planurile arhitectului Silvestru Rafiroiu, ilustrând o troiță românească. Monumentul a fost executat de către frații Rossa. Este construit din granit și are următoarele dimensiuni: 3,6 metri înălțime, iar brațul lateral are 1,20 metri. Pe margini este învelită cu o împletitură reprezentând un simbol al eternității și infinitului. În partea superioară a monumentului, situată central se află plasată stema României Mari. Pe fațada principală este scris următorul text:"Slăvit să fie Dumnezeu! Martirilor din ținutul Aradului jertfiți pe altarul dezrobirei naționale în anii 1918-1919. Ridicatu-s-a această sfântă cruce în zilele maiestății sale Carol al II-lea, regele României și s-a sfințit la 17 maiu 1936 de pomenire și legământ vecinic și credincios cu neamul întregit în dreptul său național." Pe fațada din spate, partea superioară este scris:"Să ajungă bunătatea Ta Doamne pre cei ce s-au mutat de la noi cu înfricoșata porunca Ta. Să îi înconjure pre dânșii mila Ta și să-i îndrepteze la lăcașurile cele luminate de lumina feței Tale." Sub acest text, precum și pe părțile laterale sunt înscrise cele 90 de nume ale martirilor.

## Soarta monumentului
În timpul regimului comunist monumentul este demolat de pe locul său din Piața Podgoriei și aruncat în spatele bisericii de la Arad-Gai. Datorită lipsei de grijă crucea s-a degradat. În decembrie 1993 s-au alocat fonduri din bugetul de stat pentru recondiționarea și montarea monumentului "Crucea martirilor" în parcul Eminescu, situat în spatele Palatului Administrativ.
Arhitectul arădean Miloș Cristea (1931-2003), care a restaurat monumentul declara într-un interviu:
Monumentul „Crucea Martirilor” l-am găsit într-o groapă de var din Gai. Am propus reamplasarea lui chiar din perioada comunistă. Și, spre uimirea mea, a fost o bunăvoință extraordinară din partea celor responsabili de atunci, inclusiv a primul secretar Cervenkovici. Nu m-am așteptat! Dar s-a găsit cineva să spună că au creat-o legionarii. Ceea ce este complet greșit. Asta i-a speriat. … Crucea a fost inițial amplasată în Piața Podgoria, care era o agoră socială. Acum este un nod de circulație. Am fost nevoiți să o amplasăm în parcul din spatele Primăriei.